# Race 3
Série
Race 2
(2013)
Pour plus de détails, voir Fiche technique et Distribution.
Race 3 (रेस 3) est un film indien réalisé par Remo D'Souza, sorti en 2018. Il fait suite à Race et Race 2.

## Synopsis
Le patriarche des Shamsher réunit sa famille pour monter le casse de siècle.

## Fiche technique
- Titre : Race 3
- Titre original : रेस 3
- Réalisation : Remo D'Souza
- Scénario : Shiraz Ahmed et Kiran Kotrial
- Musique : Meet Bros, Vicky Hardik, Kiran Kamath, Salim Merchant, Sulaiman Merchant, Vishal Mishra, Gurinder Seagal et Shivai Vyas
- Photographie : Ayananka Bose
- Montage : Steven H. Bernard
- Production : Salman Khan et Ramesh Sadhuram Taurani
- Société de production : Salman Khan Films, Tips Industries, Benetone Films et One Roof Productions
- Société de distribution : Aanna Films (France)
- Pays :  Inde
- Genre : Action et thriller
- Durée : 160 minutes
- Dates de sortie : 
  - Inde : 15 juin 2018
  - France : 15 juin 2018

## Distribution
- Anil Kapoor : Shamsher
- Salman Khan : Sikander
- Bobby Deol : Yash
- Jacqueline Fernandez : Jessica
- Daisy Shah : Sanjana
- Saqib Saleem : Suraj
- Freddy Daruwala : Rana
- Rajesh Babu : Cyrus

## Accueil
Le film a reçu de très mauvaises critiques.

## Box-office
Race 3 a rencontré un grand succès en salle, rapportant trois milliards de roupies indiennes, pour un budget de 1,5 milliard,.